# Afrika-Cup 1978/Qualifikation
Insgesamt 27 Mannschaften meldeten sich zur Teilnahme am Afrika-Cup 1978 in Ghana.
Die Qualifikation ging über drei KO-Runden. Vier Mannschaften traten zur Qualifikation nicht an, zwei weitere wurden disqualifiziert. Gastgeber und Titelverteidiger waren von den Qualifikationsspielen befreit.

## Qualifikationsspiele

### Vorausscheidung
| Datum      |           | Ergebnis |           |
| ---------- | --------- | -------- | --------- |
| 24.10.1976 | Malawi    | 1:1      | Mauritius |
| 28.01.1977 | Mauritius | 3:2      | Malawi    |
| Gesamt:    | Malawi    | 3:4      | Mauritius |

### Erste Hauptrunde
|                      | Ergebnis |                                            |
| -------------------- | -------- | ------------------------------------------ |
| Sambia               |          | Sudan zurückgezogen                        |
| Gabun                |          | Zentralafrikanische Republik zurückgezogen |
| Mali disqualifiziert |          | Niger zurückgezogen                        |
| Uganda               |          | Tansania zurückgezogen                     |

| Datum      |          | Ergebnis |          |
| ---------- | -------- | -------- | -------- |
| 18.09.1977 | Algerien | 4:1      | Kenia    |
| 02.10.1977 | Kenia    | 2:1      | Algerien |
| Gesamt:    | Algerien | 5:3      | Kenia    |

| Datum      |                     | Ergebnis |                     |
| ---------- | ------------------- | -------- | ------------------- |
| 18.09.1977 | Kamerun             | 2:0      | Volksrepublik Kongo |
| 02.10.1977 | Volksrepublik Kongo | 4:0      | Kamerun             |
| Gesamt:    | Kamerun             | 2:4      | Volksrepublik Kongo |

| Datum      |                | Ergebnis |                                |
| ---------- | -------------- | -------- | ------------------------------ |
| 18.09.1977 | Obervolta      | 0:1      | Elfenbeinküste                 |
| 02.10.1977 | Elfenbeinküste | 4:1      | Obervolta                      |
| Gesamt:    | Obervolta      | 1:5      | Elfenbeinküste disqualifiziert |

| Datum      |           | Ergebnis |           |
| ---------- | --------- | -------- | --------- |
| 28.09.1977 | Mauritius | 2:3      | Äthiopien |
| 12.10.1977 | Äthiopien | 1:0      | Mauritius |
| Gesamt:    | Mauritius | 2:4      | Äthiopien |

| Datum      |         | Ergebnis |         |
| ---------- | ------- | -------- | ------- |
| 18.09.1977 | Senegal | 2:1      | Togo    |
| 02.10.1977 | Togo    | 0:1      | Senegal |
| Gesamt:    | Senegal | 3:1      | Togo    |

| Datum      |              | Ergebnis |              |
| ---------- | ------------ | -------- | ------------ |
| 18.09.1977 | Sierra Leone | 1:1      | Nigeria      |
| 02.10.1977 | Nigeria      | 2:0      | Sierra Leone |
| Gesamt:    | Sierra Leone | 1:3      | Nigeria      |

| Datum      |         | Ergebnis |          |
| ---------- | ------- | -------- | -------- |
| 13.03.1977 | Ägypten | 2:2      | Nigeria  |
| 27.04.1977 | Nigeria | 3:2      | Ägypten  |
| Gesamt:    | Ägypten | 2:5      | Tunesien |

| Datum      |        | Ergebnis |        |
| ---------- | ------ | -------- | ------ |
| 18.09.1977 | Guinea | 3:0      | Libyen |
| 02.10.1977 | Libyen | 0:2      | Guinea |
| Gesamt:    | Guinea | 5:0      | Libyen |

### Zweite Hauptrunde
|           | Ergebnis |                      |
| --------- | -------- | -------------------- |
| Obervolta |          | Mali disqualifiziert |

| Datum      |          | Ergebnis        |          |
| ---------- | -------- | --------------- | -------- |
| 30.10.1977 | Algerien | 2:0             | Sambia   |
| 13.11.1977 | Sambia   | 2:0             | Algerien |
| Gesamt:    | Algerien | 2:2 (5:6 i. E.) | Sambia   |

| Datum      |                     | Ergebnis |                     |
| ---------- | ------------------- | -------- | ------------------- |
| 30.10.1977 | Volksrepublik Kongo | 3:2      | Gabun               |
| 13.11.1977 | Gabun               | 3:3      | Volksrepublik Kongo |
| Gesamt:    | Volksrepublik Kongo | 6:5      | Gabun               |

| Datum      |           | Ergebnis |           |
| ---------- | --------- | -------- | --------- |
| 30.11.1977 | Äthiopien | 0:0      | Uganda    |
| 13.11.1977 | Uganda    | 2:1      | Äthiopien |
| Gesamt:    | Äthiopien | 1:2      | Uganda    |

| Datum      |         | Ergebnis |         |
| ---------- | ------- | -------- | ------- |
| 30.10.1977 | Senegal | 3:1      | Nigeria |
| 13.11.1977 | Nigeria | 3:0      | Senegal |
| Gesamt:    | Senegal | 3:4      | Nigeria |

| Datum      |          | Ergebnis |         |
| ---------- | -------- | -------- | ------- |
| 30.10.1977 | Nigeria  | 3:0      | Guinea  |
| 13.11.1977 | Guinea   | 3:2      | Nigeria |
| Gesamt:    | Tunesien | 5:3      | Guinea  |

automatisch qualifiziert:
- Marokko (Titelverteidiger)
- Ghana (Gastgeber)